# Essex (Schiff, 1800)
Die Essex war ein amerikanisches Segelschiff zum Walfang, das 1820 von einem Pottwal angegriffen und versenkt wurde. Ihr Untergang ist der bekannteste Vorfall dieser Art und diente Herman Melville als historische Vorlage für seinen Roman Moby Dick.
Berichte über das Unglück lieferten vor allem die Tagebücher und nachmaligen Niederschriften des Ersten Offiziers (englisch „First Mate“) Owen Chase und des Schiffsjungen Thomas Nickerson. Weitere Fälle von Walangriffen waren diejenigen auf die Pusie Hall (1835), die Two Generals (1838), die Pocahontas (1850) und die Ann Alexander (1851), deren Mannschaft zwei Tage nach dem Untergang geborgen werden konnte.
Die Essex war ein kleines, robustes Schiff, das um 1800 in seinem Heimathafen Nantucket, Massachusetts gebaut worden war und 19 Jahre lang als Walfänger diente. Sie war mit 238 Tonnen (nach der damaligen US-amerikanischen Norm Builder’s Old Measurement) vermessen, 28 m lang, 8 m breit und 5 m raumtief und zunächst als Bark, später als Vollschiff geriggt. An Bord befanden sich drei Ruderboote für die Jagd auf die Wale. Beim Auslaufen im August 1819 stand sie unter dem Kommando des 28-jährigen Kapitäns George Pollard Jr. und hatte, ihn eingeschlossen, eine Besatzung von 21 Mann.
Große Pottwal-Bullen erreichen Längen von über 20 Metern und Gewichte von über 50 Tonnen.

## Reiseverlauf
Die Essex startete am 12. August 1819 von Nantucket an der amerikanischen Ostküste zu einer Fangfahrt, die in die pazifischen Walfanggründe führen sollte. Wie seinerzeit üblich, wurde zunächst die afrikanische Küste angesteuert, um von dort mit günstigen Winden (Südost-Passat) schneller zur Südspitze von Südamerika voranzukommen. Mit einigen zwischenzeitlich im Atlantik erlegten Walen konnten etliche Fässer mit Waltran gefüllt werden. Nach der Umrundung von Kap Hoorn sollten im Pazifik Pottwale in ihren Paarungsgebieten gejagt und erlegt werden.
| Datum / Zeitraum      | Ort                                     | Ereignis                                                             |
| --------------------- | --------------------------------------- | -------------------------------------------------------------------- |
| 12. Aug. 1819         | Nantucket                               | Ausreise                                                             |
| 15. Aug. 1819         |                                         | Schiff kentert bei einer seitlichen Böe und wird wieder aufgerichtet |
| 2. Sep. 1819          | Flores (Azoren)                         | Versuch, ein zusätzliches Walboot zu bekommen                        |
| 19. Sep. 1819         | Boa Vista (Kap Verde)                   | Beschaffung eines zusätzlichen Walbootes                             |
| Nov. 1819             | Falklandinseln                          | Vorbeifahrt                                                          |
| Dez. 1819 – Jan. 1820 | Kap Hoorn                               | Umrundung                                                            |
| Jan. 1820             | Arauco, Chile                           | Halt                                                                 |
|                       | Talcahuano, Chile                       | Verproviantierung                                                    |
| Juni 1820             | Arica, Chile                            | Verproviantierung                                                    |
| Juni – Aug. 1820      | Küste von Peru                          | etwa 11 Wale werden erlegt, 450 Fässer mit Tran gefüllt              |
| Sep. 1820             | Atacames, Ecuador                       | Verproviantierung, Matrose Dewitt setzt sich ab                      |
| 8. Okt. 1820          | Galapagosinseln                         | Verproviantierung                                                    |
| 20. Nov. 1820         | Pazifik / Äquator 0° 41' Süd, 119° West | Jagd auf Pottwale, Pottwal-Angriff, Untergang der Essex              |

## Untergang des Schiffes

Skizze des gekenterten Walfangschiffes Essex von Thomas Nickerson

Am Morgen des 20. November 1820 hatte die Besatzung im Pazifik, etwa 3.700 Kilometer von Südamerika entfernt, auf der Position 0° 41′ 0″ S, 118° 0′ 0″ W, eine Schule von Walen entdeckt und die Fangboote ausgebracht. Eines der Boote wurde beim Harpunieren von einem Wal attackiert, so dass die Besatzung gezwungen war, die Leine zu kappen. Daraufhin rief Kapitän Pollard die Boote zurück an Bord. Als sie sich der Essex näherten, sahen sie, dass das Schiff bei Windstille und ruhiger See ohne erkennbaren Grund so stark Schlagseite hatte, dass der Unterboden zu sehen war. Die Boote gingen längsseits, und die Besatzung versuchte, das volllaufende Schiff durch Kappen der Maste und des Tauwerkes wieder aufzurichten. In diesem Augenblick tauchte ein riesiger Pottwal auf und rammte die Essex. Nachdem er einige Augenblicke wie betäubt neben dem Schiff gelegen hatte, attackierte der Wal den Bug. Dann tauchte er unter dem Schiff hindurch und begann aus einigen hundert Metern Entfernung einen erneuten Angriff vom Bug her. Der Zusammenstoß war so heftig, dass mehrere Planken barsten. Wasser drang in großer Menge in die Laderäume, aber das Schiff hielt sich noch über Wasser und sollte auch die nächsten beiden Tage nicht untergehen.
Die Mannschaft holte alles Nützliche aus der untergehenden Essex und versuchte mit allen Mitteln, die leichten Walfangboote, die eher für hohe Geschwindigkeiten und nicht für wochenlange Reisen mit großer Last gebaut waren, hochseetauglich zu machen. Von der Ausgangsposition am Äquator sollte südlich bis zum 25. oder 26. Breitengrad gesegelt werden, um von dort mit günstigen Winden die chilenische Küste zu erreichen. Aus dem Wrack wurden unter anderem 195 Gallonen (740 Liter) Süßwasser und 600 Pfund (etwa 280 Kilogramm) Schiffszwieback geborgen und in die Boote gebracht. Am 22. November um 12:30 Uhr wurde die sinkende Essex verlassen.

## Die Reise in den Fangbooten

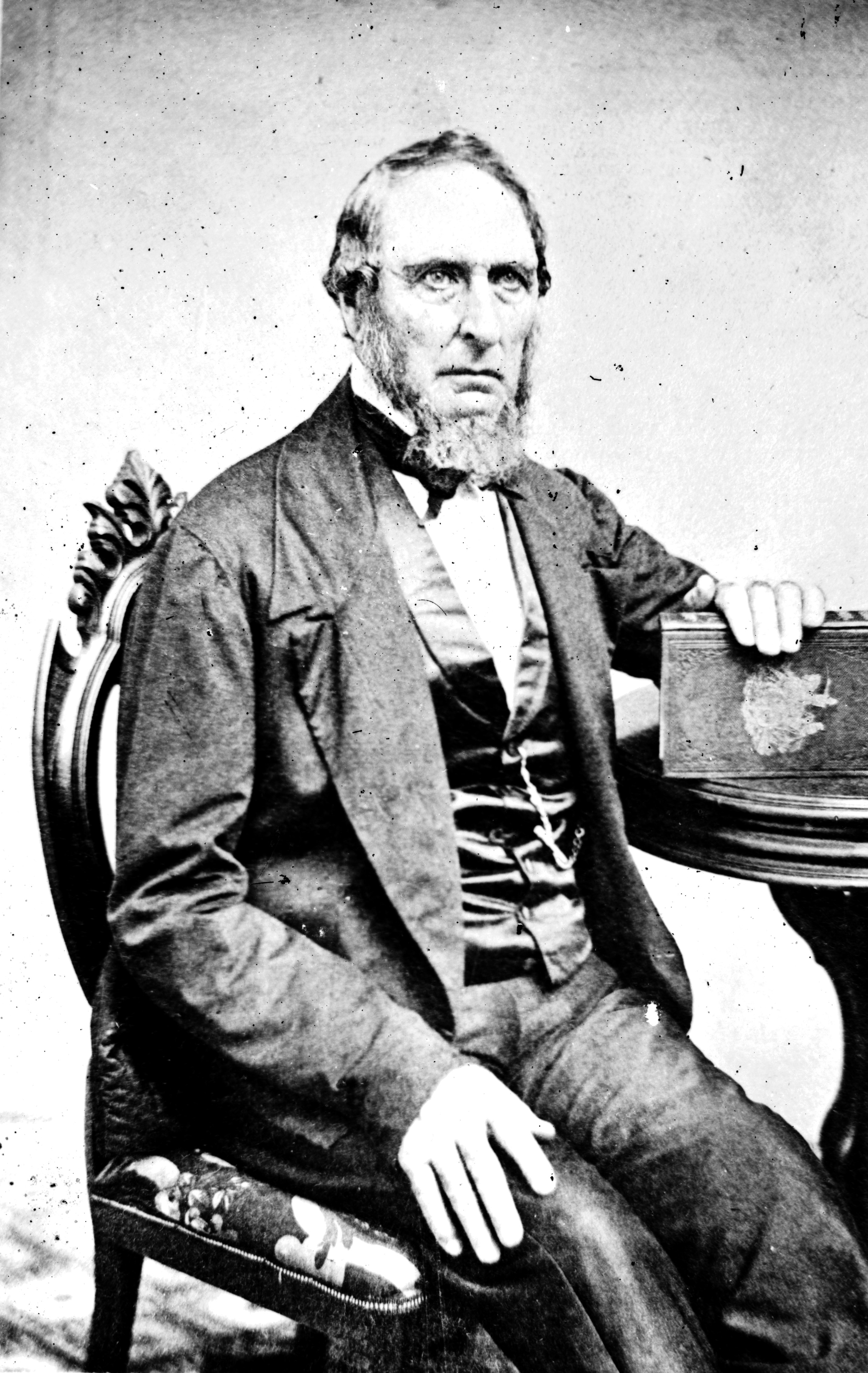
Der damalige Erste Offizier Owen Chase, im Alter

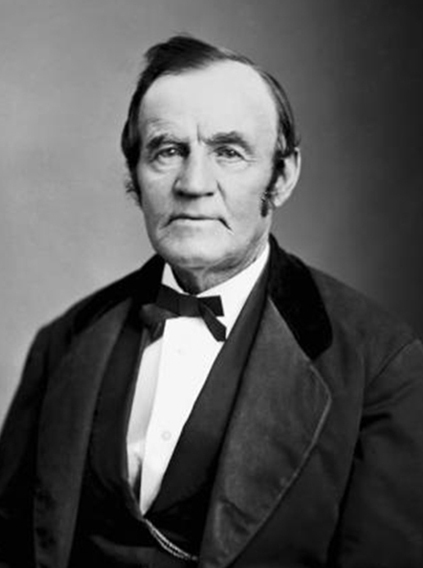
Der damalige Schiffsjunge Thomas Nickerson, im Alter

Nach einer entbehrungsreichen Fahrt von einem Monat erreichten die Schiffbrüchigen die unbewohnte Pitcairninsel Henderson. Auf Henderson gibt es nur eine spärlich rinnende Süßwasserquelle am Nordstrand, die zudem bei Flut noch unter dem Wasserspiegel liegt. Einen längeren Aufenthalt auf der unwirtlichen Insel fanden sie daher nicht sinnvoll. Um dem Tod durch Hunger und Durst zu entgehen, brachen sie nach einer Woche in Richtung Osten auf und hofften, die Osterinsel zu erreichen. Drei Besatzungsmitglieder blieben auf Henderson zurück.
Am 12. Januar verlor das Boot, das unter dem Kommando von Owen Chase stand, den Kontakt zu den anderen beiden Booten. Bald gingen auf diesem Boot die Nahrungsmittel aus, und die ersten Männer starben. Da der Hunger inzwischen sehr groß war, gingen Owen Chase und die übrigen Männer dazu über, die Toten zu essen. Es sollte ihr Leben retten, denn durch dieses Fleisch blieben Chase, Benjamin Lawrence (Steuermann eines der Fangboote) und Thomas Nickerson (Kabinenjunge) lange genug am Leben, um am 18. Februar in der Nähe der Juan-Fernández-Inseln von der Brigg Indian gerettet zu werden.
Am 28. Januar verlor das Boot von Kapitän Pollard den Kontakt zu dem dritten Boot, von dem man nie wieder etwas hörte. Als im Februar in Pollards Boot die Nahrungsmittel aufgezehrt waren, starben die ersten Männer. Die beiden ersten Toten bestatteten sie noch nach Seemannstradition. Als der Hunger schließlich überhandnahm, wurde ausgelost, welches Besatzungsmitglied erschossen und verzehrt werden sollte. Durch diese Auslosung und den Tod weiterer Männer blieben der Kapitän und der Matrose Charles Ramsdell lange genug am Leben, um am 23. Februar vor der chilenischen Küste vom Walfänger Dauphin gerettet zu werden, „die Haut mit Geschwüren übersät, nagten die Schiffbrüchigen mit hohlwangigen Gesichtern an den Knochen ihrer toten Kameraden. Selbst als schon die Retter herbeieilten, wollten sie nicht von ihrem grausigen Mahl lassen.“
Von den 21 Besatzungsmitgliedern überlebten acht Mann: Kapitän George Pollard, Erster Offizier Owen Chase, Benjamin Lawrence und Thomas Chapple (Steuerleute der Fangboote), die Matrosen Charles Ramsdell, Seth Weeks, William Wright und der Schiffsjunge Thomas Nickerson. Die drei auf Henderson zurückgebliebenen Männer (Seth Weeks, William Wright und Thomas Chapple) wurden am 5. April von der Surrey gerettet. Drei an Bord der Boote Gestorbene wurden auf See bestattet, sieben wurden verzehrt, zwei der Seeleute blieben verschollen. Der Matrose Henry Dewitt hatte sich bereits bei dem Zwischenaufenthalt in Ecuador abgesetzt.
Während ihrer gesamten Reise in den kleinen Walfängerbooten legte die Mannschaft eine Strecke von 3.500 Seemeilen (6.483 km) zurück.

## Literarisches Nachleben
Der Erste Offizier des Schiffes Owen Chase verfasste und veröffentlichte bereits im Spätherbst 1821 ein Buch zu den Vorfällen (Narrative of the Most Extraordinary and Distressing Shipwreck of the Whale-Ship Essex, of Nantucket).
Der Walfänger Acushnet, auf dem der Autor Herman Melville 1841 angeheuert hatte, traf nach zehnmonatiger Fahrt kurz südlich des Äquators im Pazifischen Ozean auf das Walfangschiff Lima. An Bord der Lima befand sich William Chase, der damals sechzehnjährige Sohn von Owen Chase. Er erzählte Melville vom Untergang der Essex und lieh ihm das Buch seines Vaters aus. Der Untergang der Essex wurde so zum Vorbild von Melvilles Roman Moby Dick.
1876 brachte Thomas Nickerson auf Anregung des Journalisten Leon Lewis seine Erinnerungen an den Untergang der Essex und die nachfolgende Fahrt über den Pazifik in den ungeschützten Booten zu Papier. Dieses Werk blieb dann jedoch bis 1960 unbeachtet und wurde erst 1984 mit dem Titel The Loss of the Ship “Essex” Sunk by a Whale and the Ordeal of the Crew in Open Boats publiziert.
2006 inszenierte Zeha Schröder für das Theater Freuynde + Gaesdte sein Stück Mocha Dick, das die Originalberichte von Chase und Nickerson in Dialogform als Dokumentartheater aufbereitete. Die Aufführungen fanden in der Erlöserkirche Münster statt. Das Stück wurde im Jahr darauf zum Kölner Festival theaterszene europa eingeladen.

## Filme
- Ric Burns (Regie): Auf den Spuren von Moby Dick. USA, 2010, 113 Min. (Dokumentation)[4][5]
- Ron Howard (Regie): Im Herzen der See. USA, 2015, 121 Min. (Spielfilm)[6]